# أندرياس بيك (نحات)
أندرياس بيك (بالمجرية: Beck András)‏ هو نحات مجري، ولد في 13 يناير 1911 في Göd ‏ في المجر، وتوفي في 9 ديسمبر 1985 في كلامار في فرنسا.